# 木曽ぶし三度笠
「木曽ぶし三度笠」は、1960年12月10日に発売された橋幸夫の5枚目のシングルである（VS-455）。同名の映画が作られ、その主題歌となっている。

## 概要
- 1960年7月、橋は「潮来笠」でデビューしたが、その年、5枚のシングルをリリース。特に10月、11月、12月に「おけさ唄えば」、喧嘩富士、そして本楽曲と、新人では異例の3ヶ月連続の新譜リリースとなった[1]。
- 背景には、リリースする新曲が全てヒット賞を獲得し続けた事と、人気の沸騰で、ビクター興業部門が1週間のワンマンショー開催を早々と決めたため、早急に楽曲を揃える必要に迫られた事などの事情があった[2]とされる。
- 本楽曲も前4作同様、佐伯孝夫作詞、吉田正作曲の作品である。
- 佐伯の歌詞と吉田の曲は「木曽のなー、仲乗りさん、木曽の御嶽山....」の木曽節を挿入した民謡入り歌謡曲となっており、佐渡おけさを織り込んだ「おけさ唄えば」とこの木曽節三度笠は多くの民謡ファンにも受け入れられた[3]という。
- 橋の股旅物の中でも人気が高く、コンパクト盤での再収録も多かった曲である。踊りの振付けは、楳茂都梅延である。
- 橋は、1975年の第26回NHK紅白歌合戦で本曲を歌唱している。
- c/wの「新三ひとり旅」も、佐伯、吉田の作品で、本曲の映画「木曽ぶし三度笠」の主題歌である。
- 1961年に年間で27万枚を売り上げ、ビクターの年間ヒット賞を受賞した[4]。

## 収録曲
1. 木曽ぶし三度笠
作詞：佐伯孝夫、作・編曲：吉田正
2. 新三ひとり旅
作詞：佐伯孝夫、作：吉田正、編曲：小沢直与志

## 収録アルバム
- 『橋幸夫／全曲集』1989/10　VDRY-30005
- 『橋幸夫／豪華版全曲集』 [2CD] 1992/10　VICL-40059～60
- 『橋幸夫全曲集』1993/10　VICL-453
- 『＜BEST ONE＞』1996/10　VICL-816
- 『橋幸夫』1995/10　VICL-8160
- 『颯爽!橋幸夫 股旅名曲集』1972/7（LP・SJX-10032）＜COLEZO！＞で復刻　2005/3（VICL-41192）

......他、なお「新三ひとり旅」のCD音源は、芸能生活45周年記念盤『歌の架け橋』2005/12に収録されている。

## 映画「木曽ぶし三度笠」
- 本作を主題歌とする「木曽ぶし三度笠」（大映京都）が小林勝彦主演で制作され、橋幸夫も出演し、1961年3月1日に公開された[5]。
- ものがたりは、中乗り新三と名のるやくざ（小林勝彦）が、渡世のしがらみで面倒な乱闘をしいられるが、通りかかった飛脚三平（橋幸夫）の機転で窮地を脱し、暴れまくる痛快歌謡股旅物

### スタッフ
- 企画 - 浅井昭三郎
- 脚本 - 犬塚稔
- 監督 - 加戸敏
- 製作 - 武田一義
- 撮影 - 武田千吉郎
- 美術 - 加藤茂
- 音楽 - 高橋半
- 録音 - 長岡栄
- 照明 - 古谷賢次
- 編集 - 宮田味津三

### 出演者
- 中乗り新三 - 小林勝彦
- 宵宮の佐吉 - 三田村元
- 飛脚参平 - 橋幸夫
- お美代 - 井上明子
- お国 - 尾崎和枝
- お町 - 山本弘子
- お仙 - 藤原礼子
- 土門覚十郎 - 伊達三郎
- 与佐平 - 市川謹也
- 女衒久六 - 寺島雄作
- 伊沼の伝造 - 水原浩一
- 金田の根吉 - 藤川準
- 唐戸の三蔵 - 鶴賀二郎
- 伊那谷の清兵衛 - 嵐三右衛門
- 鵜沼の鉄五郎 - 杉山昌三九
- 客引き与四郎 - 高倉一郎
- 百舌の音八 - 堀北幸夫
- 奈川の七五郎 - 玉置一恵
- 衣下の丑五郎 - 清水明
- 番頭喜平 - 菊野昌代士
- かん酒屋の親爺 - 沖時男
- 七瀬の当六 - 竹谷俊彦
- 伊田の駒七 - 丸凡太
- 忍の三八 - 千石泰三
- 老女おさと - 戸村昌子
- 老女お歌 - 和田房子
- 老女おちか - 小柳圭子